# Падилья, Хуан де (поэт)
Хуан де Падилья (1468, Севилья — 1522) — испанский поэт.
О его жизни практически не сохранилось сведений: известно лишь то, что он был монахом-картезианцем, поэтому был известен также под именем «Эль-Картесиано».
Был автором длинных поэм религиозного содержания «Retablo de la vida de Jesús Cristo» (1513) и «Los doce triunfos de los doce apostolos» (Севилья, 1518; затем 1521; переиздана в Мадриде в 1843 году). Вторая поэма фактически является подражанием «Божественной комедии» Данте и интересна своими звучными стихами. Кроме того, исследователи находят в его творчестве попытки подражания стилю испанского поэта XV века Хуана де Мены; отмечается также частое использование им аллегорий. 